# Bruno Mariani
Bruno Mariani (Fabriano, 8 febbraio 1953) è un chitarrista, compositore, arrangiatore e produttore artistico italiano.

## Biografia
All'età di 19 anni si trasferisce a Bologna per laurearsi al DAMS.
Qui entra nel gruppo di rock progressivo Orchestra Njervudarov, il complesso che accompagna dal vivo in studio Claudio Lolli: Mariani partecipa così dapprima all'incisione di Disoccupate le strade dai sogni nel 1977, collaborando anche alla realizzazione degli arrangiamenti, e poi di Extranei nel 1980.
Con il gruppo, alla fine del 1976, incide un album, Con le orecchie di Eros, che, per via di alcune vicissitudini, viene pubblicato solo nel 1979.
Accumula esperienze da chitarrista e arrangiatore, produttore e critico musicale per riviste specializzate.
Nel 1984 entra nella band di Ron (ai tempi del 45 giri Joe Temerario), con cui rimane quattro anni, nei quali ha occasione di svolgere un'intensa attività di session man per studi di registrazione, suonando anche per Lucio Dalla, Luca Carboni, Mango, Gianni Morandi e gli Stadio. 
Ha cantato anche in alcuni successi di Dalla, fra cui Attenti al lupo, che era la sigla dell'omonima trasmissione di Edoardo Raspelli andata in onda su Rete 4.
Nel 1988 entra nella band di Lucio Dalla come chitarrista e collaboratore agli arrangiamenti per il disco Dalla/Morandi, seguendolo in tour in Italia, Europa e Stati Uniti.
Negli otto anni di permanenza con Dalla, affianca al ruolo di chitarrista e arrangiatore anche quello di produttore artistico, sia per Dalla negli album Cambio e Henna, sia per altri artisti, quali Luca Carboni, Samuele Bersani, Angela Baraldi, Ornella Vanoni e Bracco Di Graci.
Nel 1992 è tornato a collaborare con Claudio Lolli per l'album Nove pezzi facili.
Dal 1997 si dedica esclusivamente all'attività in studio di registrazione e all'attività live con Dalla.
Dal 2019 è membro della giuria del Premio internazionale Lexenia Arte e Giustizia, assieme a Frank Nemola, Rigel Bellombra, Carlos Branca ed Enrico Deregibus.

## Discografia parziale
- 1977: Disoccupate le strade dai sogni di Claudio Lolli
- 1980: Extranei di Claudio Lolli
- 1984: Viaggi organizzati di Lucio Dalla
- 1984: ...intanto Dustin Hoffman non sbaglia un film di Luca Carboni
- 1985: Ron di Ron
- 1985: Forever di Luca Carboni
- 1986: Bugie di Lucio Dalla
- 1986: È l'Italia che va di Ron
- 1987: Luca Carboni di Luca Carboni
- 1988: Dalla/Morandi di Lucio Dalla e Gianni Morandi
- 1988: Blu notte di Delia Gualtiero
- 1988: Claudio Lolli di Claudio Lolli
- 1989: In Europa di Lucio Dalla e Gianni Morandi
- 1989: Persone silenziose di Luca Carboni
- 1990: Apri le braccia e poi vola di Ron
- 1990: Viva di Angela Baraldi
- 1990: Cambio di Lucio Dalla
- 1992: Nove pezzi facili di Claudio Lolli
- 1992: C'hanno preso tutto di Samuele Bersani
- 1993: Henna di Lucio Dalla
- 1994: Angelo di Ron
- 1996: Canzoni di Lucio Dalla
- 1997: Samuele Bersani di Samuele Bersani
- 1997: Credo di Mango
- 1998: Carovana di Luca Carboni
- 1999: Ciao di Lucio Dalla
- 1999: Il tempo dell'amore di Luca Carboni
- 1999: Sogno di Andrea Bocelli
- 2001: LU*CA di Luca Carboni
- 2007: Il contrario di me di Lucio Dalla
- 2009: Angoli nel cielo di Lucio Dalla
- 2009: Manifesto abusivo di Samuele Bersani
- 2012: Nanì e altri racconti di Pierdavide Carone
- 2013: Nuvola numero nove di Samuele Bersani